# 17063 Papaloizou
17063 Papaloizou (1999 GP9) là một tiểu hành tinh vành đai chính được phát hiện ngày 15 tháng 4 năm 1999 bởi John Papaloizou ở Trạm Anderson Mesa.